# 土田奈緒子
土田　奈緒子（つちだ なおこ、1980年1月8日 - ）は、日本の元女子プロボクサー。東京都足立区出身。国際ボクシングジム所属。

## 来歴
学生時代は陸上部に所属していたが、国際ボクシングジムに通い始めてからボクシングの才能を開花させる。プロに転向しJWBCが認定する初代日本女子フライ級チャンピオントーナメントにも参加。決勝まで勝ち進んだが2002年2月3日八島有美に10R判定で敗れた。2003年に結婚を機に引退。
2008年離婚。

## 戦績
- プロボクシング:7戦 4勝 2敗 1分

| 戦           | 日付           | 勝敗 | 時間      | 内容    | 対戦相手         | 国籍                         | 備考                                           |
| ------------ | -------------- | ---- | --------- | ------- | ---------------- | ---------------------------- | ---------------------------------------------- |
| 1            | 2000年12月12日 | 勝利 | 4R        | 判定3-0 | 金子真理         | 日本(禅道会)                 | プロデビュー戦                                 |
| 2            | 2001年3月2日   | 勝利 | 4R        | 判定2-1 | 久保真由美       | 日本(鴨居)                   | 日本女子フライ級チャンピオントーナメント       |
| 3            | 2001年7月20日  | 勝利 | 4R 延長1R | 判定3-0 | ジプシー・タエコ | 日本(山木)                   | 日本女子フライ級チャンピオントーナメント準決勝 |
| 4            | 2001年10月10日 | 引分 | 10R       | 判定1-1 | 八島有美         | 日本(ゴールドジム横浜馬車道) | 初代日本女子フライ級王座決定戦                 |
| 5            | 2002年2月3日   | 敗北 | 10R       | 判定0-3 | 八島有美         | 日本(ゴールドジム横浜馬車道) | 初代日本女子フライ級王座決定戦(再戦)           |
| 6            | 2002年9月7日   | 勝利 | 6R        | 判定3-0 | ミサコ山崎       | 日本(岩井)                   |                                                |
| 7            | 2002年12月18日 | 敗北 | 6R        | 判定0-2 | 菊川未紀         | 日本(桶狭間)                 |                                                |
| テンプレート |                |      |           |         |                  |                              |                                                |